# Olmedo (canton de Manabí)
Pour les articles homonymes, voir Olmedo.
Olmedo est un canton d'Équateur situé dans la province de Manabí.